# حقيبة سوداء
حقيبة سوداء (الإنجليزية: Black Bag) هو فيلم إثارة، وفيلم غموض، وفيلم تجسس، وفيلم دراما صَدَرَ في 12 مارس 2025، في فرنسا. الفيلم تولّت يو آي بي دونا ‏ توزيعه، وهو من إخراج ستيفن سودربرغ، أما السيناريو فكان من كتابة ديفيد كوب.

## طاقم التمثيل
- كيت بلانشيت
- توم بيرك
- ريج جان بايدج
- ناعومي هاريس
- مايكل فاسبندر
- بيرس بروسنان
- ماريسا أبيلا

## الإنتاج
صوّر الفيلم في لندن، وكان ستيفن سودربرغ مديرًا لتصوير الفيلم.
موسيقى الفيلم التصويرية كانت من تأليف دايفيد هولمز ‏.

## الاستقبال

### الميزانية والإيرادات
بلغت ميزانيّة الفيلم 50,000,000 دولار أمريكي.

## وصلات خارجية
- حقيبة سوداء على موقع IMDb (الإنجليزية)
- حقيبة سوداء على موقع ميتاكريتيك (الإنجليزية)
- حقيبة سوداء على موقع روتن توميتوز (الإنجليزية)
- حقيبة سوداء على موقع ألو سيني (الفرنسية)
- حقيبة سوداء على موقع فيلمافينيتي (الإسبانية)
- حقيبة سوداء على موقع قاعدة بيانات الفيلم (الإنجليزية)
- حقيبة سوداء على موقع ليتربوكسد (الإنجليزية)
- حقيبة سوداء على موقع كينوبويسك (الروسية)